# Brave GNU World

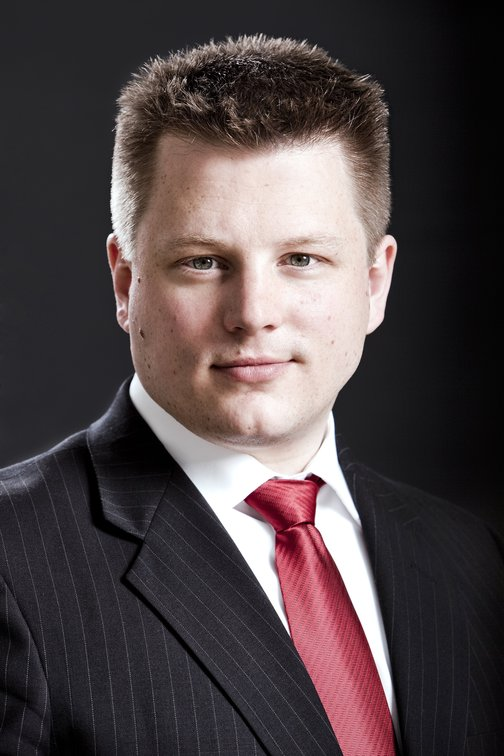
Georg C. F. Greve.

Brave GNU World fue una columna mensual con el objetivo de proporcionar un foro transparente para el Proyecto GNU. La inició Georg C. F. Greve en 1999. La versión en alemán se publicaba en la revista Linux Magazin.
En su momento, llegó a editarse en inglés, alemán, francés, japonés, coreano, chino, catalán, y hubo una versión en español en proceso de preparación.
El nombre de la columna, Brave GNU World, está basado en el título de la famosa obra de Aldous Huxley, «A Brave New World»: Un mundo feliz.
El proyecto cesó su actividad en 2004.